# Rothschildia yucatana
Rothschildia yucatana är en fjärilsart som beskrevs av Lemaire 1971. Rothschildia yucatana ingår i släktet Rothschildia och familjen påfågelsspinnare. Inga underarter finns listade.